# Gabriel III de Constantinopla
Gabriel III de Constantinopla (em grego: Γαβριήλ Γ΄; m. 25 de outubro de 1707) foi patriarca ecumênico de Constantinopla entre 1702 e 1707.

## História
Gabriel era natural de Esmirna e descendente de pais da ilha de Andros. Em 1668, tornou-se bispo metropolitano de Calcedônia e permaneceu na função até ser eleito patriarca em 29 de agosto de 1702, posto no qual permaneceu até sua morte, um mandato considerado tranquilo.
Em 1704, Gabriel formalmente condenou a edição do Novo Testamento em grego moderno traduzida por Serafim de Mitilene e editada em Londres no ano anterior pela United Society Partners in the Gospel. Em 5 de março de 1705, Gabriel emitiu uma ordem proibindo estudantes gregos de estudarem em Londres por causa de condutas consideradas impróprias. No ano seguinte, ele escreveu uma carta condenando as doutrinas da Igreja Católica.
Ele também interveio nos assuntos da autônoma Igreja de Chipre, depondo Germano II de Chipre depois de reclamações da população local e o metropolitano melquita de Alepo, Atanásio III Dabbas, foi nomeado, em Istambul, como arcebispo regente (proedro) no final de 1705. Em fevereiro de 1707, depois do retorno de Atanásio para Istambul, Gabriel censurou como sendo não canônica a consagração do novo arcebispo, Tiago II, que, apesar disto, reinou até 1718.
Em relação à sua cidade natal de Esmirna, Gabriel fundou lá, em 1706, uma escola onde Adamantios Rysios lecionou. Gabriel faleceu em Istambul em 25 de outubro de 1707 e foi sepultado no Mosteiro de Kamariotissa, na ilha de Halki (Heybeliada).